# Ctenoides catherinae
Ctenoides catherinae is een tweekleppigensoort uit de familie van de Limidae. De wetenschappelijke naam van de soort is voor het eerst geldig gepubliceerd in 1995 door Cosel.